# 20 (Capo Plaza)
| Recensione | Giudizio |
| ---------- | -------- |
| Rockol     |          |

20 è il primo album in studio del rapper italiano Capo Plaza, pubblicato il 20 aprile 2018 dalla Sto Records.

## Tracce
1. 20 – 4:02
2. Giù da me – 3:01
3. Tesla (feat. Sfera Ebbasta & DrefGold) – 3:05
4. Nike Boy – 2:26
5. Come me – 3:17
6. J$ JP – 3:28
7. Interlude (ora è la mia ora) – 2:16
8. Ne è valsa la pena (feat. Ghali) – 3:55
9. Non cambierò mai – 3:29
10. Taxi – 3:14
11. Uno squillo – 3:29
12. Vabbene – 3:16
13. Forte e chiaro – 3:39
14. Giovane fuoriclasse – 3:42

Tracce bonus nell'edizione deluxe
1. New Jeans – 2:39
2. Coupé – 2:56
3. Billets (feat. Ninho) – 3:18
4. Ratata – 3:34

## Formazione
- Capo Plaza – voce
- Francesco "AVA" Avallone – produzione, missaggio
- Emanuele "Mocce" Mocchetti – mastering

## Classifiche

### Classifiche settimanali
| Classifica (2018) | Posizione massima |
| ----------------- | ----------------- |
| Italia            | 1                 |

### Classifiche di fine anno
| Classifica (2019) | Posizione |
| ----------------- | --------- |
| Italia            | 16        |
| Classifica (2020) | Posizione |
| Italia            | 38        |
| Classifica (2021) | Posizione |
| Italia            | 72        |
| Classifica (2022) | Posizione |
| Italia            | 84        |
| Classifica (2023) | Posizione |
| Italia            | 71        |
| Classifica (2024) | Posizione |
| Italia            | 89        |